# Ньивланде
Ньивланде (нидерл. Nieuwlande) — деревня в провинции Дренте (Нидерланды), входящая в состав нескольких общин, в том числе Хогевена и Кувордена. Основана как посёлок торфоразработчиков в 1816 году. Получила известность после Второй мировой войны благодаря усилиям жителей по спасению евреев от Холокоста.

## Географическое положение и административная принадлежность
Деревня Ньивланде расположена на юге нидерландской провинции Дренте. Согласно переписи населения 2001 года, в ней проживало 780 человек. Административно территория деревни принадлежит не одной, а сразу нескольким общинам (сайт Хогевена сообщает о пяти разных общинах), что затрудняет её развитие. Среди общин, к которым территориально относится Ньивланде — Хогевен и Куворден.

## История
История Ньивланде начинается 30 марта 1816 года. В этот день предприниматели из Хогевена Варнер де Йонге и Хуго Кристиан Карстен приобрели 150 моргов (130—140 га) торфяников для разработок торфа. После этого началось заселение района, к 1850 году были проложены первые улицы и к 1890 году в посёлке насчитывалось около 40 домов. На участках, где был выработан торф, высаживался лес, который потом шёл на крепь в угольных шахтах, а также на кору для дубилен.
После 1900 года лесопосадки в регионе сводятся, освобождая место под сельскохозяйственные земли. Эти земли продаются крестьянам, и за следующие 30 лет в районе создаётся около 50 новых ферм. Одному из таких новых фермеров, Якобу Дейкеме, деревня Ньивланде обязана своим названием, буквально «новые земли»: именно он впервые разместил его в 1909 году на крыше своей фермы. Через несколько лет власти начинают использовать это название уже официально. Новые жители, в отличие от преимущественно нерелигиозных торфоразработчиков, были консервативными реформатами, и взаимная неприязнь между представителями первой и второй волны поселенцев Ньивланде продолжалась долгое время.
Памятники подвигу жителей Ньивланде
В годы немецкой оккупации в ходе Второй мировой войны жители Ньивланде приняли решение, согласно которому в каждом доме деревни его обитатели должны укрыть еврейскую семью или хотя бы одного еврея. Инициаторами этой акции были фермер Йоханнес Пост, деятель Сопротивления Макс Леонс и сын пастора Арнолд Даувес. Первые беженцы, семья Шоневилле, были спрятаны в Ньивланде уже в мае 1940 года и благополучно пережили войну. В 1942 и 1943 годах Даувес развернул широкую работу по спасению евреев, направляемых в концлагерь Вестерборк, которых ему переправляло нидерландское подполье. Он также сам прочёсывал сельскую местность в поисках евреев, которых затем укрывал в Ньивланде. В Ньивланде еврейские беженцы получали еду, финансовую поддержку и фальшивые документы. В 1944 году во время рейда полиции порядка были убиты двое подпольщиков, а Арнолд Даувес приговорён к смертной казни, но в мае 1945 года освобождён из тюрьмы союзниками.
После войны подвиг жителей Ньивланде был увековечен музеем «Яд ва-Шем»: все 117 жителей деревни в 1985 году были удостоены звания праведников мира, дерево в честь Арнолда Даувеса стало одним из первых, высаженных на Аллее праведников, а в 1988 году между Долиной общин и Садом праведников мира был открыт посвящённый Ньивланде памятник.